# Holorusia astarte
Holorusia astarte är en tvåvingeart som först beskrevs av Alexander 1949.  Holorusia astarte ingår i släktet Holorusia och familjen storharkrankar. Inga underarter finns listade i Catalogue of Life.